# نوبویوکی زایزن
نوبویوکی زایزن (انگلیسی: Nobuyuki Zaizen؛ زادهٔ ۱۹ اکتبر ۱۹۷۶) بازیکن فوتبال اهل ژاپن است.
از باشگاه‌هایی که در آن بازی کرده‌است می‌توان به باشگاه فوتبال رییکا، باشگاه فوتبال توکیو وردی، و باشگاه فوتبال موانگتونگ یونایتد اشاره کرد.
وی همچنین در تیم ملی فوتبال زیر ۱۷ سال ژاپن بازی کرده‌است.